# Metőc-patak
Metőc-patak är ett vattendrag i Ungern. Det ligger i den västra delen av landet, 170 km väster om huvudstaden Budapest.